# SL stereo
SL stereo – niemiecki zespół muzyczny założony w 2004 roku w Bonn, grający melodyjną odmianę punk rocka. Grał na wielu festiwalach, m.in. Rheinkultur 2008 oraz Ursynalia 2008. 

## Muzycy
- Bjoern Wagner - śpiew, gitara
- Maciek Pankiewicz - gitara, śpiew
- Felix Stiepel - gitara basowa, śpiew
- Markus Missbrandt - perkusja, śpiew

## Dyskografia
- "Demo EP" (2006)
- "I can drink as much as I f*cking want EP" (2007)
- "Coming Home EP" (2008)